# Servas, Ain
Servas är en kommun i departementet Ain i regionen Auvergne-Rhône-Alpes i östra Frankrike. Kommunen ligger  i kantonen Péronnas som ligger i arrondissementet Bourg-en-Bresse. Kommunens areal är 13,05 km². År 2022 hade Servas 1 287 invånare.

## Befolkningsutveckling
Antalet invånare i kommunen Servas
Referens: INSEE